# هر دلی که عاشق بشه
هر دلی که عاشق بشه (به هندی: Har Dil Jo Pyar Karega) فیلمی محصول سال ۲۰۰۰ و به کارگردانی راج کانوار است. در این فیلم بازیگرانی همچون سلمان خان، پریتی زینتا، رانی موکرجی، شاهرخ خان، سنا سعید، پارش راوال، شاکتی کاپور، ساتیش شاه، کامینی کاشال ایفای نقش کرده‌اند.
این فیلم بر پایه فیلم وقتی خواب بودی هماهنگ شده‌است.

## داستان
راجو(سلمان خان) جوانی است که دوست دارد خواننده موفقی شود اما با مشکل مال و آشنا برای موفقیت مواجه است. روزی به‌طور تصادفی در مسیر راه‌آهن دختری ماشینش منحرف می‌شود و بر روی ریل راه‌آهن چپ می‌کند اما راج پیش از اینکه قطار ماشین را از بین ببرد جان آن دختر که پوجا(رانی موکرجی) نام دارد را نجات می‌دهد.
سپس راج، پوجا را به بیمارستان منتقل می‌کند. مغز پوجا آسیب دیده او حرف‌ها را می‌شنود و با چشمانش می‌بیند ولی نمی‌تواند حرف بزند و عکس العمل نشان دهد. آن جا خانواده پوجا فکر می‌کنند راجو همان نامزد پوجا یعنی رومی است. حسابدار آن‌ها آقای گوردهان(پارش راوال) متوجه می‌شود که او رومی نیست ولی از راجو خواهش می‌کند که نقش رومی را بازی کند تا این خانواده خوشحال شوند. از طرفی مدیر یک شرکت موسیقی که فکر می‌کند راجو داماد خانواده اوبری است به او احترام می‌گذارد برای همین راجو که می‌خواهد خواننده شود این موضوع را فرصت مناسبی می‌بیند و قبول می‌کند مدتی رومی باشد.
پس از مدتی دختر گوردهان که جانوی(پریتی زینتا) نام دارد از شهر دیگری می‌آید او مثل خواهر پوجا است و پدر پوجا حتی هر وسیله ای که می‌خرد دوتا می‌خرد تا تفاوتی بین آن دو نگذارد. راجو با دیدن جانوی عاشق او می‌شود. پس از مدتی جانوی حقیقت ماجرا را در مورد راجو می‌فهمد و او هم عاشق راجو می‌شود. پس از مدتی پوجا توانایی حرکتی و حرف زدن خودش را بازمی‌یابد او که در این مدت شاهد فداکاری راجو بوده‌است عاشق راجو می‌شود و جانوی به خاطر دوستش پوجا از راج می‌خواهد تا با دوستش پوجا ازدواج کند؛ ولی وقتی پوجا متوجه علاقه جانوی و راج به یکدیگر می‌شود و متوجه فداکاری جانوی می‌شود از راجو می‌خواهد تا با جانوی ازدواج کند، اما جانوی می‌خواهد زودتر با فرد دیگری به نام مونتی ازدواج کند تا دیگر دلش پیش راجو نباشد درنهایت پیش از ازدواج جانوی با مونتی آن‌ها سر می‌رسند و در پایان جانوی با راجو ازدواج می‌کند.